# Martyrs of the Alamo
Martyrs of the Alamo er en amerikansk stumfilm fra 1915 af Christy Cabanne.

## Medvirkende
- Sam De Grasse som Silent Smith.
- Allan Sears som David Crockett.
- Walter Long som Santa Anna.
- Alfred Paget som James Bowie.
- Fred Burns som Dickinson.